# Ernest Bambridge
Ernest Henry Bambridge (Windsor, 18 maggio 1848 – 16 ottobre 1917) è stato un calciatore inglese, di ruolo centrocampista.
Suo fratello Arthur fu anch'egli calciatore.

## Carriera
Disputò la sua unica partita in Nazionale nel 1876.